# Nalia
Nalia fou un testat tributari protegit de l'Índia, al grup de Sankhera Mehwas, a l'agència de Rewa Kantha, presidència de Bombai, amb una superfície de 3 km². Estava governat per dos tributaris separats amb títol de thakur. Els ingressos s'estimaven en 74 lliures i el tribut pagat en conjunt eren 3,14 lliures, satisfetes al Gaikwar de Baroda.